# Desmond Shawe-Taylor
Desmond Shawe-Taylor, né le 29 mai 1907 à Dublin et mort le 1er novembre 1995 à Long Crichel (Dorset), est un auteur et critique musical britannique pour le New Statesman, The New Yorker et The Sunday Times et collaborateur pendant longtemps de la revue musicale The Gramophone.

## Biographie
Shawe-Taylor est le fils aîné de Francis Manley Shawe-Taylor (1869-1920), magistrat et high sheriff pour le comté de Galway, et de son épouse, Agnes Mary Eleanor née Ussher (1874-1939). Il a un frère cadet. Ses parents font partie de la haute société anglo-irlandaise qui gouverne l'Irlande ; il est parent de la dramaturge Lady Grefory, cofondatrice de l'Abbey Theatre, et cousin de Sir Hugh Lane, fondateur de la Gallery of Modern Art de Dublin. Son enfance est brutalement interrompue par le meurtre de son père. Il est envoyé en Angleterre faire ses études à la Shrewsbury School puis au Oriel College (Oxford), dont il sort diplômé en 1930 avec une spécialisation en lettres anglaises. Il passe quelque temps en Allemagne et en Autriche avant d'être engagé à la Royal Geographical Society de Londres. À partir de 1933, il écrit des articles dans divers journaux londoniens (dont The New Statesman) dans le domaine musical ou à propos de littérature et de cinéma.
Pendant la Seconde Guerre mondiale, Shawe-Taylor servit comme officier dans la Royal Artillery. Après la guerre, il retourna au New Statesman, prenant le poste de critique musical. En 1958, il succéda à Ernest Newman comme critique musical au Sunday Times. Ce ne fut pas tâche facile, comme l'observa The Times. Newman, qui prit sa retraite juste avant son 90e anniversaire, en avait été le critique musical depuis 1920, et était une figure légendaire. Shawe-Taylor réussit grandement comme successeur de Newman, et demeura au Sunday Times jusqu'en 1983. Il ne s'interrompit que pendant une saison comme critique invité pour The New Yorker de 1973 à 1974.
En 1948, Shawe-Taylor écrivit un court ouvrage historique, Covent Garden, à propos des publics d'opéra et des changements de style dans le domaine de l'opéra. C'est l'unique livre qu'il ait écrit seul ; en 1951, il collabora avec Edward Sackville-West pour les recherches et l'écriture du Record Guide, travail pionnier de référence classant et faisant la critique des enregistrements disponibles. D'autres éditions complétées suivirent entre 1952 et 1956.
Le magazine The Gramophone qui fait depuis longtemps autorité écrit à son sujet : « Il combinait dans son écriture une perception aiguisé à une érudition facile qui prenait source dans une culture aussi profonde que variée. Il préférait la musique liturgique catholique et faisait aussi particulièrement autorité dans le chant. » The Oxford Dictionary of National Biography écrit qu'« Il est devenu le critique le plus pointu de tous ses collègues à propos du chant, faisant ses délices des voix préservées de ses enregistrements les plus anciens, mais prompt également à admirer de nouveaux artistes ; il était aussi ami avec des cantatrices comme Emma Eames, Lotte Lehmann ou Elisabeth Schumann. ». Entre 1951 et 1973, Shawe-Taylor publiait tous les trimestres une rétrospection pour The Gramophone, sous le titre de « The gramophone and the voice », il écrivait aussi pour d'autres publications musicales. Il contribua aussi au comité de conseil des Historic Masters, un label de disques vinyle produisant des enregistrements de qualité à partir de 78 tours historiques de chanteurs d'opéra célèbres. Il devint aussi fameux pour son concours de compositeurs modernes. Son collègue David Cairns déclare à son propos : « Le répertoire le plus familier devenait le plus nouveau entre ses mains ; et quand il écrivait sur une partition peu connue que ce soit de Berio ou de Britten, Elliott Carter, Ligeti ou Tippett, il faisait en sorte que l'on était impatient de l'écouter par soi-même. ».
Avec son partenaire Edward Sackville-West et un autre ami proche, le peintre, collectionneur et marchand d'art Eardley Knollys, Shawe-Taylor s'installa dans une maison de campagne (ancien presbytère), Long Crichel House, dans le Dorset, en 1945. Plus tard, ils furent rejoints par le critique littéraire Raymond Mortimer, un autre collègue du New Statesman. Il tenaient une sorte de salon et invitaient des personnalités du monde culturel comme E. M. Forster, Nancy Mitford, Benjamin Britten, Vanessa Bell et Duncan Grant,. Après la mort de Sackville-West, Shawe-Taylor demeura à Long Crichel jusqu'à sa mort ; à partir de 1966, il y fut rejoint par le chirurgien ophthalmique Patrick Trevor-Roper.
Shawe-Taylor mourut soudainement à Long Crichel House le 1er novembre 1995, âgé de 88 ans, après une promenade dans la campagne.